# Seznam osebnih imen na B
Seznam osebnih imen, ki se pričnejo s črko B.

## Seznam

### Ba
- Baltazar
- Barbara
- Barbika
- Barbka
- Barica
- Barnaba
- Bart
- Bartolomej
- Bastian
- Bazilij

### Be
- Belinda
- Benedikt
- Benedikta
- Benjamin
- Benjamina
- Beno
- Bernard
- Bernarda
- Bernardka
- Bernardica
- Bernardika
- Bernardina
- Bernardo
- Bert
- Berta
- Berto
- Betka

### Bi
- Bianka
- Bibijana
- Biljana
- Bine
- Biserka

### Bl
- Blanka
- Blaž
- Blažena
- Blaženka
- Blažka
- Blažo

### Bo
- Bogdanka
- Bogdana
- Bogo
- Bogoljub
- Bogoljuba
- Bogomil
- Bogomila
- Bogomir
- Bogomira
- Bogoslav
- Boja
- Bojan
- Bojana
- Bojanca
- Bojanka
- Boleslav
- Bolfenk
- Boltežar
- Bonifacij
- Bonifacija
- Bor
- Bora
- Boris
- Borislav
- Borislava
- Borka
- Borko
- Borut
- Boško
- Boštjan
- Boštjana
- Boža
- Božana
- Božena
- Boženka
- Božica
- Božidar
- Božidara
- Božislav
- Božislava
- Božo

### Br
- Brane
- Branimir
- Branimira
- Branislav
- Branislava
- Branka
- Brankica
- Branko
- Bratislav
- Bratko
- Breda
- Brigita
- Brin
- Brina
- Brita
- Bruna
- Bruno
- Brik

### Bu
- Budimir
- Budislav